# Programa de exención de visa

Estados Unidos y sus territorios
Países con Tratado de Libre Asociación a Estados Unidos (libertad de movimiento)
Países sin necesidad de visa (6 meses)
Países en el programa de exención de visa (90 días)
Países sin necesidad de visa con certificado policial (6 meses)
Visa requerida para ingresar a los Estados Unidos
Suspendida la emisión de visas de inmigrante, visitante, estudiante e intercambio
Suspensión de la emisión de visas
Admisión denegada

El programa de exención de visa (en inglés: Visa Waiver Program, VWP) es un programa gubernamental estadounidense que autoriza la entrada en los Estados Unidos sin necesidad de visa a los ciudadanos de los países participantes en el VWP. Se trata, en su gran mayoría, de países desarrollados con una baja tasa de inmigración ilegal, con economías estables de altos ingresos y con un índice de desarrollo humano clasificado como «muy alto». 
El VWP permite viajar a Estados Unidos por turismo, negocios y tránsito aeroportuario. La duración máxima de la estancia en el país no podrá superar los 90 días. Los viajeros admitidos bajo el Programa de exención de visa deben acceder a renunciar a sus derechos de revisión o apelación, según se explica en la sección «Renuncia a Derechos» en la pantalla de postulación. 
Para estancias superiores a 90 días, el viajero deberá obtener un visado de no-inmigrante en la respectiva embajada de Estados Unidos en el país de origen. Las personas que deseen viajar a los Estados Unidos por motivos de trabajo, estudios, inmigración o cualquier otro motivo que no sea turístico o de negocios deberán solicitar previamente un visado.

## Países participantes en el VWP
Para ser elegible para la exención de visa bajo el VWP, el viajero que busca la admisión en Estados Unidos debe ser ciudadano de un país que haya sido designado por la Secretaría de Seguridad Nacional de los Estados Unidos, en consultación con la Secretaría de Estado, como un «país del programa». Los residentes permanentes de países designados que no son ciudadanos de un país designado no califican para una exención de visa. El criterio para la designación como países del programa se especifica en la Sección 217 (c) del Acta de Inmigración y Nacionalidad (8 U.S.C. § 1187). Los criterios enfatizan la seguridad del pasaporte y una muy baja tasa de negación de visas de no-inmigrante, no más del 3% como se especifica en la Sección 217(c)(2)(A) del Acta de Inmigración y Nacionalidad y en cumplimiento continuo con la ley de inmigración de los Estados Unidos. Además, una de las condiciones para unirse al programa es que «los gobiernos proporcionen recíprocamente el acceso exento de visa a los ciudadanos estadounidenses durante 90 días por propósitos de turismo o negocios».
En enero de 2025, los cuarenta y dos países que participaban en dicho programa eran:
| - Alemania - Andorra - Australia - Austria - Bélgica - Brunéi - Catar - Chile - Corea del Sur - Croacia - Dinamarca - Eslovenia - Eslovaquia - España - Estonia | - Finlandia - Francia - Grecia - Hungría - Islandia - Irlanda - Israel - Italia - Japón - Letonia - Liechtenstein - Lituania - Luxemburgo - Malta - Mónaco | - Noruega - Nueva Zelanda - Países Bajos - Polonia - Portugal - Reino Unido - República Checa - Taiwán - San Marino - Singapur - Suecia - Suiza |

La elegibilidad para la exención de visa se puede retirar en cualquier momento. Esto puede suceder si los Estados Unidos creen que los ciudadanos de un determinado país son más propensos que antes a violar sus restricciones dentro del VWP, como trabajar sin un permiso o sobrepasar su período de estancia permitido en los Estados Unidos. Si bien la posición política y económica de un país no determina directamente su elegibilidad, se cree ampliamente que los ciudadanos de naciones políticamente estables y económicamente desarrolladas no tendrían mucho incentivo para buscar empleo ilegalmente y violar su visa mientras están en los Estados Unidos, son riesgos que un cónsul realmente considera a la hora de aprobar o denegar una visa.

## Requisitos para optar al VWP

### Pasaportes
Los menores de edad no pueden viajar completamente solos y todas las personas que viajan hacia los Estados Unidos deben poseer un pasaporte individual equipado con una banda de lectura óptica. Los pasaportes emitidos después del 26 de octubre de 2006 deben estar equipados con un chip electrónico que contiene los datos importantes del titular.

### Restricciones
Una persona que entra en los Estados Unidos bajo el Programa de Exención de Visa no puede pedir una extensión del original periodo de estancia permitido en los Estados Unidos (esta práctica se permite a aquellos que poseen visas regulares). Sin embargo, los visitantes bajo el Programa de Exención de Visa pueden buscar ajustar el estatus con base en (1) matrimonio con un ciudadano estadounidense o (2) una solicitud de asilo. Los agentes estadounidenses de Protección de Fronteras (CBP) determinan la admisibilidad en la llegada del viajero. Si uno busca entrar en los Estados Unidos bajo el Programa de Exención de Visa y se le niega la entrada por un funcionario de CBP en un puerto de entrada, no se permite ninguna vía de apelar o revisar el rechazo de entrada. El Programa de Exención de Visa incluyendo el ESTA no garantiza la entrada a los Estados Unidos. Los funcionarios de CBP hacen la última determinación de entrada a los Estados Unidos.
Los viajeros pueden cruzar a los países contiguos (Canadá, México y el Caribe), pero no se concederán otros 90 días después de la reentrada en los Estados Unidos; sino que serán readmitidos en los Estados Unidos pero solo durante los días restantes concedidos en su entrada inicial.
Hacer escala a través de los Estados Unidos generalmente está permitido, si el tiempo total en los Estados Unidos, Canadá, México y las islas adyacentes es igual o inferior a 90 días. Sin embargo, si, por ejemplo, el viajero está haciendo escala en los EE. UU. camino a una estadía de 6 meses en Canadá (sin ser residente en ese país), no puede usar el VWP, ya que su tiempo total en los EE. UU., Canadá, México y las islas adyacentes será superior a 90 días. En este caso, debe solicitar una visa de visitante B-1/B-2 o una visa de tránsito.
En particular, se debe solicitar una visa si al viajero anteriormente se le ha denegado una visa o admisión a los EE. UU. o ha sido deportado.

### Tramitación del permiso de viaje con el ESTA

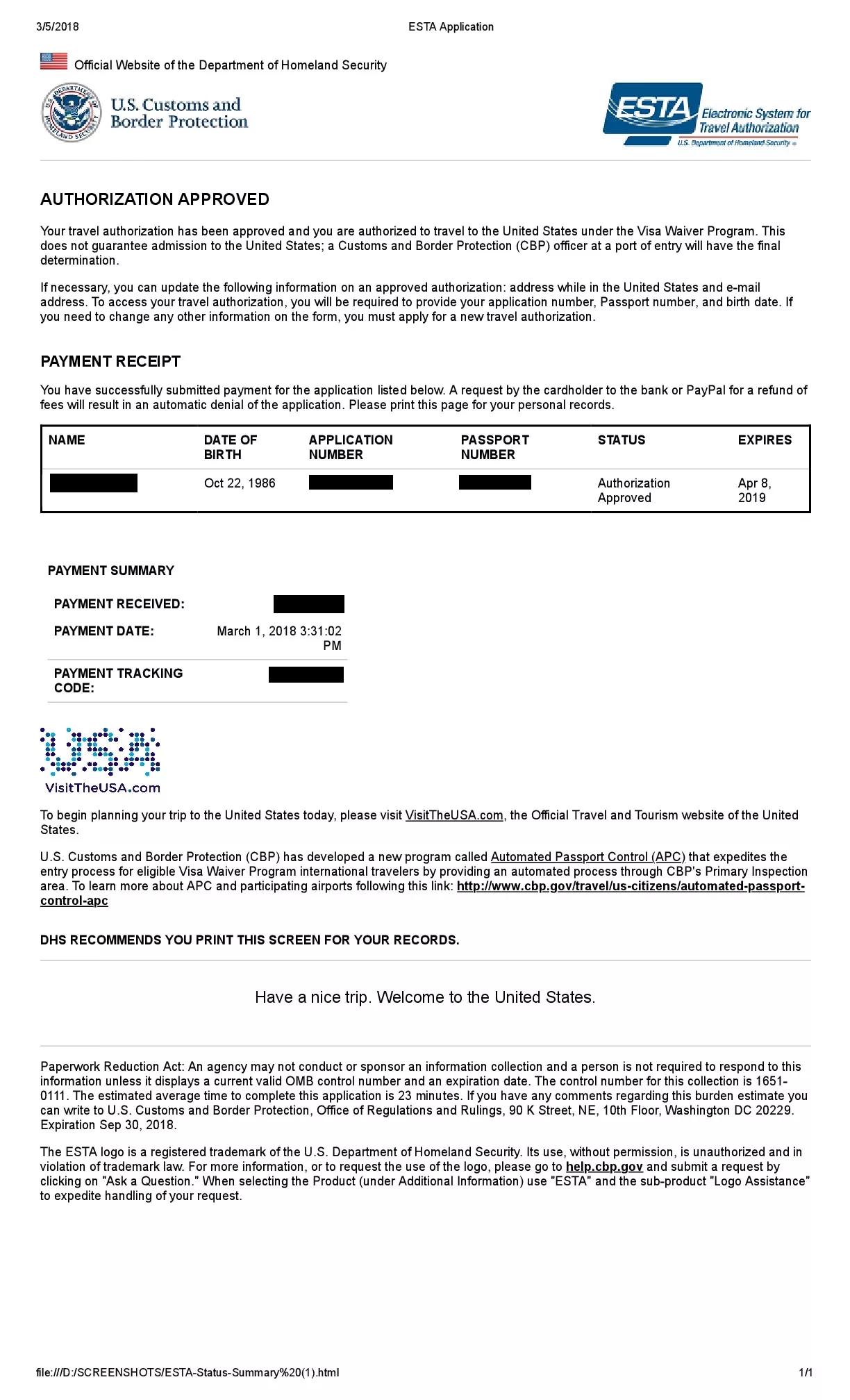
Registro de aprobación del ESTA

A raíz de los eventos del 11 de septiembre de 2001 se crea la Ley de la Comisión 9/11 de 2007 que culmina en la creación del Sistema Electrónico para la autorización de Viajes, ESTA (en inglés: Electronic System for Travel Authorization, ESTA). La «Implementación de Recomendaciones de la Ley de la Comisión 9/11 de 2007» (Ley 9/11) Sección 217 enmendada de la Ley de Inmigración y Nacionalidad (INA), obliga al Departamento de Seguridad Nacional (DHS) a implementar un sistema de autorización de viaje electrónico y otras medidas para mejorar la seguridad del Programa de exención de visa.
Ya desde noviembre de 2006, el gobierno estadounidense anunció los planes para un programa de «Autorización de Viaje Electrónica» (oficialmente llamada «Electronic System for Travel Authorization») que se desarrollaría para que los viajeros del VWP puedan dar previamente información sobre sus viajes a  Estados Unidos. A cambio, a ellos les será otorgada electrónicamente la autorización para viajar a los Estados Unidos. Este programa es creado en base al sistema «Electronic Travel Authority» que ha sido usado en Australia desde 1996.
Los pasajeros pudieron aplicar opcionalmente desde el 1 de agosto de 2008, y la autorización de viaje se volvió obligatoria desde el 12 de enero de 2009.
Antes del 8 de septiembre de 2010, el ESTA estaba disponible de modo gratuito desde el sitio web oficial gubernamental. Desde entonces, el Acta de Promoción de Viajes de 2009 introdujo un pago de 14 dólares estadounidenses. Esto fue hecho de modo que 10 dólares iban a la Corporación para Promoción de Viajes y una cuota de 4 dólares eran recaudados por el CBP para los costos de administración. Actualmente el ESTA tiene una tarifa de solicitud de 4 dólares y, si se aprueba, se cobra una tarifa adicional de 17 dólares, para un total de 21 dólares. Un ESTA aprobado es válido por hasta dos años o hasta que caduque el pasaporte del viajero, lo que ocurra primero, y es válido para múltiples entradas a los Estados Unidos.
Según el Departamento de Seguridad Nacional de Estados Unidos en su página oficial del ESTA: «Una autorización ESTA aprobada no garantiza la admisión a los Estados Unidos en un puerto de entrada. La aprobación del ESTA solo autoriza que un viajero aborde un medio de transporte para el viaje a los Estados Unidos bajo el VWP. En todos los casos, los funcionarios de CBP hacen la determinación de admisibilidad en los puertos de entrada. (Para información adicional, por favor visitar "Know Before You Go" en el sitio web: www.cbp.gov/travel.)»
A partir de diciembre de 2018, el ESTA ya no se aprueba en tiempo real para los pasajeros que califiquen y ellos deben presentar su solicitud a más tardar 72 horas antes del viaje.
Al viajar a los Estados Unidos por aire o mar bajo el VWP con ESTA, la persona debe viajar en una aerolínea comercial participante y tener un boleto de regreso válido, con fecha dentro de los 90 días. El VWP no se aplica en absoluto (es decir, se requiere una visa) si un pasajero llega por vía aérea o marítima en una aerolínea no aprobada. A diferencia de una visa electrónica, originalmente el ESTA no era requerida al llegar por tierra desde Canadá o México, pero debía rellenarse el formulario I-94W en el punto fronterizo de entrada. El ESTA se volvió obligatorio para viajes por tierra a partir del 1 de octubre de 2022.

## Historia y hechos recientes
El Congreso aprobó una legislación en 1986 para crear el Programa de Exención de Visa con el objetivo de facilitar las visitas a corto plazo por turismo y negocios a los Estados Unidos, y permitir que el Departamento de Estado concentrara los recursos consulares en abordar los riesgos más altos. El Reino Unido se convirtió en el primer país participante en el Programa de Exención de Visa en julio de 1988 (solo ciudadanos británicos), seguido por Japón el 16 de diciembre de 1988. En octubre de 1989, Francia, Italia, los Países Bajos, Suecia, Suiza, y Alemania Occidental fueron agregados al VWP.
En 1991, más países europeos se unieron al Programa – Andorra, Austria, Bélgica, Dinamarca, Finlandia, Islandia, Liechtenstein, Luxemburgo, Mónaco, Noruega, San Marino y España – así como Nueva Zelanda (el primer país de Oceanía). En 1993, Brunéi se convirtió en el segundo país asiático en ser admitido al Programa.
El 1 de abril de 1995, Irlanda fue agregada al VWP. En 1996, Australia y Argentina se unieron, aunque Argentina fue después retirada en 2002. El 30 de septiembre de 1997, Eslovenia fue agregada. El 9 de agosto de 1999, Portugal, Singapur y Uruguay se unieron al programa, aunque Uruguay fue posteriormente retirado en 2003.
Después de la expansión de la Unión Europea en 2004, los países recientemente admitidos y agencias de la UE comenzaron esfuerzos de gestión para incluir a esos nuevos países en el VWP. El Gobierno estadounidense respondió inicialmente a esos esfuerzos desarrollando estrategias bilaterales con 19 países candidatos conocidos como el proceso «Visa Waiver Roadmap». El Gobierno estadounidense comenzó a aceptar la posibilidad de apartarse de los criterios de designación de país originales, que habían estado incluidos en la ley de inmigración per se, y expandirlos agregando criterios políticos, pudiendo estos últimos anular los anteriores. Este desarrollo comenzó primero con el proyecto de ley S.2844 qué explícitamente nombró a Polonia como el único país a ser agregado al VWP, y continuado como una enmienda a la Ley de Reforma Integral de Inmigración de 2006 (S.2611), de la cual la Sección 413, Expansión del Programa de Exención de Visa, definió como el más alto criterio que aplicaría a cualquier país de la Unión Europea que proporcionara «apoyo material» a las fuerzas multinacionales en Irak y Afganistán. Sin embargo, la definición de ese «apoyo material» sería reunida solo por Polonia y Rumania, un hecho que no fue recibido favorablemente por los otros países candidatos de la Unión Europea. Irónicamente, Polonia continuó siendo el único país de Europa Central que no era una nación participante en el VWP a partir de 2017, debido a una tasa de negación de visa por encima del umbral crítico de 3%.
En junio de 2007 el Panel del Instituto Hudson enfatizó la urgencia de la inclusión de Europa Central en el VWP: «Una política inexplicable que está causando daño inestimable a los Estados Unidos con sus nuevos aliados de la OTAN en Europa Central y Oriental es la exclusión de la región en el Programa de Exención de Visa». Como escribió Helle Dale en una edición de Asuntos Europeos: «Mientras tanto el problema está alimentando los antagonismos anti-estadounidenses y una percepción de discriminación caprichosa por los burócratas de Estados Unidos ---y amortiguando las visitas a EE.UU. de las personas de países con quienes a Washington le gustaría mejorar los lazos comerciales e intelectuales. Entretanto las historias de horror abundan de los amigos y diplomáticos de Europa Central y Oriental acerca de los problemas que asedian a extranjeros que buscan visitar los Estados Unidos. De hecho plantear el asunto de visas con cualquier residente de esos países es como ondear una bandera roja ante un toro. La exención de visa debe ser satisfactoriamente dirigida y resuelta en último lugar a largo».
Las Recomendaciones de Implementación de la Ley de la Comisión del 11-S de 2007 permitieron la inclusión de nuevos países en el VWP con una tasa de denegación de visa de hasta el 10 % (en comparación con el requisito estándar del 3 %) si cumplían otras condiciones, a partir de octubre de 2008. Con estos criterios flexibilizados temporalmente, durante ese mismo mes, el presidente Bush anunció que República Checa, Estonia, Hungría, Letonia, Lituania, Eslovaquia y Corea del Sur serían agregados al programa el 17 de noviembre. «Es una eliminación  de la última reliquia del Comunismo y la Guerra Fría», dijo el primer ministro checo Mirek Topolánek.
Durante este período de flexibilización de requisitos, el 22 de diciembre de 2008, en una conferencia de prensa conjunta en Albergue de Castilla, el primer ministro maltés Lawrence Gonzi y la embajadora estadounidense Molly Bordonaro anunciaron que Malta se uniría al programa con efecto el 30 de diciembre de 2008. Sin embargo, a partir de julio de 2009, la autoridad para incluir países con una tasa de denegación de visa tan alta quedó condicionada a la implementación de un sistema capaz de hacer coincidir la entrada y salida de los Estados Unidos de viajeros bajo el VWP utilizando identificadores biométricos. Como dicho sistema no se implementó, el requisito de la tasa de denegación de visa volvió al 3%.
Grecia se unió oficialmente al programa el 5 de abril de 2010.
La tasa de negación de visas para la Región Administrativa Especial de Hong Kong se redujo a 1,7% para el pasaporte de Hong Kong y 2,6% para el pasaporte de Ciudadanos Británicos (Ultramar) a partir de 2012. Hong Kong cumplió con todos los criterios del VWP pero no calificó en ese momento porque legalmente no es un país independiente, a pesar de tener sus propios pasaportes y sistema judicial independiente, sistema monetario y control de inmigración. El expresidente ejecutivo, Donald Tsang, planteó el problema a la entonces Secretaría de Estado Hillary Clinton durante su visita a los Estados Unidos en 2011 y recibió una respuesta positiva. El 16 de mayo de 2013, el Comité Judicial del Senado aprobó un proyecto de enmienda bipartidista que no fue ratificado por ley. El 10 de agosto de 2015, el Cónsul General de Estados Unidos en Hong Kong y Macao, Clifford Hart, dijo durante una entrevista con South China Morning Post que la exención de visa «no sucederá pronto», ya que la ley de exención de visa requiere que el participante sea un «estado soberano» y Hong Kong no es independiente, lo que pone fin a la posibilidad de que Hong Kong se una al programa. También negó que el fallido esfuerzo de gestión del gobierno de Hong Kong sobre este tema fuera resultado de la negación de detener a Edward Snowden en 2013.
El 2 de octubre de 2012, la secretaría Janet Napolitano anunció la inclusión de Taiwán en el programa con efecto a partir del 1 de noviembre de 2012. Solo nacionales taiwaneses con un pasaporte válido y Número de Identificación Nacional pueden aplicar al ESTA en línea para beneficiarse del estado exento de visa recientemente adquirido por el país.
En octubre de 2012, dentro de los países miembros de la Unión Europea, Bulgaria, Croacia, Chipre y Rumania no gozaban del privilegio de la Visa Waiver, mientras que Argentina, Brasil, Chile y Uruguay, estaban en negociaciones con Washington. El 28 de febrero de 2014, el Departamento de Seguridad Nacional de Estados Unidos anunció el ingreso oficial de Chile al programa Visa Waiver, el cual entró en vigencia el 31 de marzo de 2014, facilitando el intercambio internacional y el turismo y será otra señal del interés compartido entre los Estados Unidos y Chile en mejorar la seguridad al viajar y la expansión de los lazos económicos y culturales.
El 11 de mayo de 2018, Estados Unidos amenazó con sacar a Hungría del Programa de Exención de Visa después de múltiples casos de fraude de pasaportes. Un informe oficial descubrió un esquema de fraude que permitía a los no húngaros ingresar a los Estados Unidos con identidades falsas.
En julio de 2019 la embajadora de los Estados Unidos en Polonia, Georgette Mosbacher, declaró que «Polonia calificaría por completo para el Programa de Exención de Visa en un período de 3 a 6 meses después de septiembre de 2019» dependiendo de los procedimientos burocráticos. El 4 de octubre de 2019 el presidente estadounidense Donald Trump confirmó que el Departamento  de Estado había nombrado a Polonia formalmente para la entrada en el Programa de Exención de Visa. El 11 de noviembre de 2019, Polonia se unió oficialmente al Programa y se convirtió en su miembro número 39.
El 16 de febrero de 2021, la Encargada de Negocios de la Embajada de los Estados Unidos en Croacia, Victoria J. Taylor, anunció en Twitter que la tasa de denegación de visas de negocios/turismo en Croacia en 2020 se redujo al 2,69%, lo que marca un paso adelante para que Croacia se una al WVP "en un futuro cercano". El 2 de agosto de 2021, el secretario de Estado Antony Blinken anunció que Croacia había sido nominada formalmente para unirse al VWP. El 28 de septiembre de 2021, el secretario de Seguridad Nacional, Alejandro Mayorkas, anunció oficialmente que Croacia se uniría al VWP antes del 1 de diciembre de 2021. Croacia se unió al VWP el 23 de octubre de 2021.
El 27 de septiembre de 2023, Israel fue designado para unirse al VWP antes del 30 de noviembre de 2023. Israel se unió al VWP el 19 de octubre de 2023.
El 24 de septiembre de 2024, Catar fue designado para unirse al VWP antes del 1 de diciembre de 2024. Catar se unió al VWP el 21 de noviembre de 2024.
El 15 de marzo de 2023, el senador demócrata Dick Durbin presentó un proyecto de ley que permitiría incluir a Rumania en el VWP independientemente de los requisitos del programa. En diciembre de 2023, durante una visita a los Estados Unidos, el primer ministro rumano, Marcel Ciolacu, dijo que la entrada de Rumania al VWP de los Estados Unidos se anunciaría en 2024, antes de la fecha límite de 2025 discutida con los representantes de los Estados Unidos.El 10 de enero de 2025, se anunció que Rumania se uniría al VWP el 31 de marzo de 2025. Sin embargo, el 25 de marzo de 2025, el ingreso de Rumania se suspendió en medio de una revisión de seguridad adicional. Después de la conclusión de la revisión, el 2 de mayo de 2025, se rescindió la designación de Rumania para el VWP.
El 28 de julio de 2025 se anunció que Argentina volvería a unirse al VWP.

### La participación de Hungría
En octubre de 2017, funcionarios estadounidenses descubrieron un plan masivo de fraude de pasaportes en Hungría, en el que cientos de no húngaros obtuvieron pasaportes húngaros genuinos. Un informe del Departamento de Seguridad Nacional de EE. UU que fue obtenido por el Washington Post, y posteriormente publicado en mayo de 2018, mostró que de aproximadamente 700 no húngaros que habían obtenido los pasaportes, 85 habían intentado viajar a los Estados Unidos con documentos falsos. Identificados, 65 habían sido admitidos en los Estados Unidos a través del VWP y (en octubre de 2017) aproximadamente 30 permanecían en los Estados Unidos a pesar de los esfuerzos de las autoridades estadounidenses para localizarlos y deportarlos. El fraude fue posible gracias a una política implementada en 2011 por el primer ministro húngaro, Viktor Orbán; Según esta política, el gobierno húngaro proporcionó pasaportes a personas de etnia húngara que vivían fuera de Hungría, quienes podían demostrar que uno de sus antepasados era ciudadano húngaro, con el objetivo de acelerar la naturalización. Más de un millón de personas obtuvieron la ciudadanía húngara a través del programa. Debido a que el programa carecía de procedimientos estrictos de verificación de identidad, los malos actores abusaron de él, incluidos delincuentes y solicitantes que utilizaron documentos falsificados para afirmar falsamente ascendencia húngara. Algunos de los que recibieron pasaportes húngaros en el marco del programa eran delincuentes sin ninguna conexión con Hungría.
Los funcionarios estadounidenses estaban alarmados por los riesgos creados por el programa, incluido el riesgo de que los pasaportes pudieran usarse para el contrabando de drogas, el crimen organizado, la inmigración ilegal, el espionaje o el terrorismo. En octubre de 2017, el gobierno de Estados Unidos rebajó el estatus de Hungría en el VWP a "provisional" y buscó desarrollar un "plan de acción cooperativa" en un plazo de 45 días. Los funcionarios estadounidenses y húngaros entablaron un diálogo durante varios años para resolver los riesgos de seguridad, pero las autoridades húngaras no lograron resolver los problemas a satisfacción del gobierno estadounidense. Como resultado, a partir de 2020 y 2021, el gobierno de EE. UU. prohibió a los titulares de pasaportes húngaros que no nacieron en Hungría obtener autorizaciones ESTA previas al viaje. En agosto de 2023, el gobierno de EE. UU. impuso restricciones adicionales a la participación de Hungría en el VWP: el período de validez del ESTA para los titulares de pasaportes húngaros se redujo de dos años a un año, y cada ESTA en un pasaporte húngaro sería válido para una sola entrada a los Estados Unidos.

## Antiguos miembros
- Argentina (1996-2002): Argentina fue retirado en 2002, la explicación oficial fue la crisis económica que atravesaba el país y convertía a los argentinos en potenciales inmigrantes ilegales a Estados Unidos, el 28 de julio de 2025 se dio a conocer que próximamente podrá volver a tener este beneficio.[81]

- Uruguay (1999-2003): Debido a que Uruguay se vio afectada igual que Argentina por la crisis económica muchos uruguayos emigraron a Estados Unidos y al igual que los argentinos excedieron el límite de tiempo y se quedaron a vivir y solicitar empleo lo que causó su retiro en 2003.[82]

## Candidatos nominados y otras estadísticas

### Tasa de negación de visa
| Tasa de negación de visa B de EE.UU. en el año fiscal 2024 (octubre de 2023 a septiembre de 2024): |                           |                                       |
| <3% 3–5% 5–10% 10–20%                                                                              | 20–30% 30–40% 40–50% >50% | Estados Unidos Países exentos de visa |

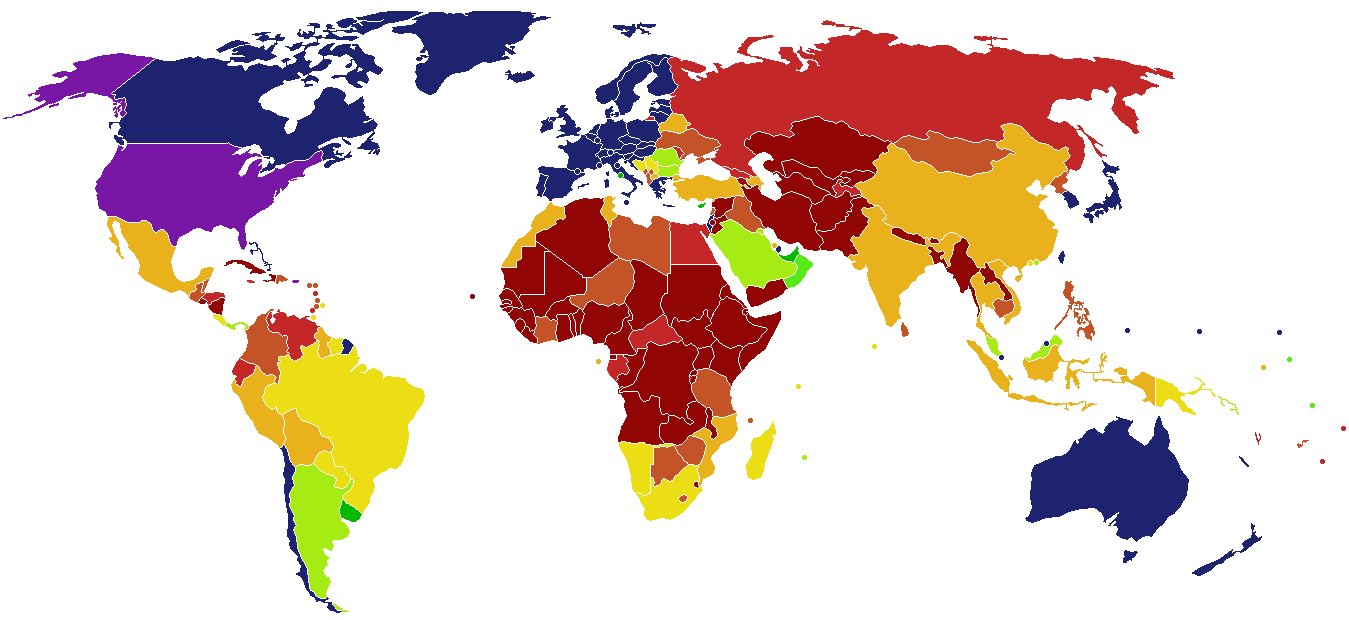

Para calificar para el Programa de exención de visa, un país debe haber tenido una tasa de rechazo de visa inferior al 3% durante el año anterior. Esta tasa de denegación se basa en solicitudes de visados B, con fines turísticos y comerciales. Las visas B se adjudican con base en entrevistas a los solicitantes, que generalmente duran entre 60 y 90 segundos. Debido a limitaciones de tiempo, los adjudicadores perfilan a los solicitantes. Ciertos grupos demográficos, como los adultos jóvenes solteros y desempleados, casi nunca reciben visas, a menos que expresen una razón convincente. Los adjudicadores son evaluados por la rapidez con la que llevan a cabo las entrevistas, no por la calidad de las decisiones de adjudicación. No se evalúa la validez de las decisiones de visa B.

### Candidatos nominados
Los países nominados para el Programa de Exención de Visa se encuentran a medio camino entre el estatus de «roadmap» y la elegibilidad para participar. La nominación inicia con una evaluación detallada por parte del Departamento de Seguridad Nacional de los Estados Unidos de las prácticas de inmigración y seguridad nacional del país nominado. No hay una línea de tiempo establecida sobre cuánto tiempo un país puede permanecer en la lista de nominación antes de ser aprobado o rechazado en el programa.
Desde 2005, el Departamento de Estado ha estado manteniendo conversaciones con los países conocidos como «road map countries», que están interesados en unirse (o reincorporarse) al VWP. De los 19 países originales, 11 han sido admitidos en el VWP. Los países restantes son:
| - Argentina - Brasil - Bulgaria - Chipre - Turquía - Uruguay |

#### Posición ante su elección
- Argentina: En noviembre de 2015, Argentina era el segundo país del mundo en la emisión de visas para Estados Unidos, detrás de China. El entonces embajador, Noah Mamet, había decidido un operativo especial de doble turno para reducir los tiempos de espera para el otorgamiento del documento.[86] Con la llegada de Mauricio Macri al poder, volvieron las conversaciones para suprimir el requisito del visado.[87][88][89] Si bien el embajador estadounidense, Noah Mamet, había comentado que es un proceso que lleva tiempo, descartó que se elimine la visa para los argentinos.[90] Sin embargo pese a las promesas políticas meses después el programa fue suspendido, cuando el presidente Donald Trump en su primera semana de gestión, firmó una orden ejecutiva que endurece los requisitos para las visas otorgadas a ciudadanos argentinos que quieran visitar EE. UU., se eliminó facilidades que beneficiaban a los argentinos y se estudio limitar ingreso de profesionales. Tras señalar que “esto puede tener un impacto en el tiempo de espera para programar una cita en el Consulado”, la embajada “recomienda a quienes planeen viajar a los Estados Unidos que comiencen el trámite de solicitud de visa con la mayor anticipación posible”.[91][92][93] Debido a las nuevas restricciones a los argentinos impuestas en 2017 la Embajada estadounidense en la Argentina informó que, a partir de estas modificaciones, los argentinos que quieran viajar a Estados Unidos estaran obligados a mantener una serie de entrevistas con el Departamento de Estado de ese país.[94] También se endureció la obligación de la franja de edad de los solicitantes que deberán hacer la entrevista.[95]
- Uruguay: Este país goza de una calidad de vida positiva y una casi nula tasa de inmigración ilegal y es cada vez más legible para la visa waiver, sobre todo por su relación política con los Estados Unidos.[96]
- Bulgaria: Aunque este país es miembro de la Unión Europea, no goza del privilegio como los otros miembros debido a la alta tasa de pobreza y a que este país representa uno de los mayores números de inmigrantes entre los países de la UE. La Unión Europea ha presionado a Estados Unidos para que extienda el Programa de Exención de Visa a sus dos países miembros restantes que no están actualmente en él: Bulgaria y Chipre. En noviembre de 2014, el Gobierno búlgaro anunció que no ratificará la Asociación Transatlántica para el Comercio y la Inversión a menos que Estados Unidos elimine las visas para sus ciudadanos.[97]

- Turquía: Debido a que Turquía es un país con alto saldo migratoria en Europa esto pone en duda su posible futuro tránsito en los Estados Unidos, otro detalle es la difícil relación entre la religión musulmana y Estados Unidos tanto política como socialmente.

- Chipre: Este país tiene una bajísima tasa de inmigración ilegal sumado a una buena calidad de vida, son candidatos. El problema principal de Chipre radica en el llamado conflicto de Chipre, que enfrenta desde 1974 a las comunidades grecochipriotas y turcochipriotas por disputas territoriales en ese país.

## Programa de exención de visa en territorios no incorporados de Estados Unidos
El Programa de Exención de Visa se aplica a todos los territorios de EE. UU. habitados permanentemente, excepto Samoa Americana.

### Programas de Exención de Visa de Guam y las Islas Marianas del Norte
Las Islas Marianas del Norte habían sido previamente una jurisdicción separada de los Estados Unidos en términos de control de inmigración. Bajo una ley de federalización aprobada por el Congreso de los Estados Unidos en 2008, las funciones de inmigración de las Islas Marianas del Norte fueron asumidas por las agencias del Departamento de Seguridad Nacional de los Estados Unidos el 28 de noviembre de 2009. El actual Programa de Exención de Visa de las Islas Marianas del Norte y de Guam entró en vigencia en ese momento, reemplazando la legislación anterior de las Islas Marianas del Norte que rige la entrada a las islas y también reemplazando un anterior Programa de Exención de Visa específico de Guam. Ese programa había incluido a los países antes mencionados, así como a Indonesia, Samoa, Vanuatu y las Islas Salomón, aunque estos países fueron eliminados de la lista de naciones elegibles para el nuevo programa.
En el pasado, el gobierno de las Islas Marianas del Norte había emitido permisos de entrada  de visitante en lugar de visas. Los ciudadanos de todos los países en el programa federal  de exención de visa estaban exentos del requisito de Permiso de Entrada de Visitantes, al igual que los ciudadanos de Taiwán y los titulares de pasaportes de la Región Administrativa Especial de Hong Kong y Pasaportes de Ciudadanos Británicos (Ultramar). Según la política de inmigración anterior de las islas, se prohibió a los ciudadanos de los siguientes países o jurisdicciones ingresar a las Islas Marianas del Norte: Afganistán, Argelia, Baréin, Bangladés, Cuba, Egipto, Eritrea, la provincia china de Fujian, Indonesia, Irán, Irak, Jordania, Kuwait, Líbano, Libia, Marruecos, Myanmar, Corea del Norte, Omán, Pakistán, Catar, Arabia Saudita, Somalia, Sri Lanka, Sudán, Siria, Túnez, Emiratos Árabes Unidos y Yemen.   
Aunque la política de visas de los EE. UU. también se aplica a los territorios estadounidenses de Guam y las Islas Marianas del Norte en general, ambos territorios tienen adicionales programas de exención de visa para ciertas nacionalidades. El Programa de exención de visa Guam-CNMI, promulgado por primera vez en octubre de 1988 y enmendado periódicamente, permite a los ciudadanos de 12 países de Asia, Europa y Oceanía ingresar a Guam y las Islas Marianas del Norte como turistas por hasta 45 días sin la necesidad de obtener una visa de  EE. UU. o un ESTA.  Una política de parole también permite a los ciudadanos de China acceso sin visa a las Islas Marianas del Norte por hasta 14 días.
| - Australia - Brunéi - China1 - Japón - Malasia - Nauru | - Nueva Zelanda - Papúa Nueva Guinea - Singapur - Corea del Sur - Taiwán2 - Reino Unido3 |  |

1 - Hasta 14 días, solo para las Islas Marianas del Norte, bajo una política separada de parole.
2 - Se debe viajar en un vuelo sin escalas desde Taiwán y tener un pasaporte taiwanés válido y una tarjeta de identificación nacional .
3 - Solo para titulares de pasaportes de ciudadanos británicos.

### Samoa Americana
La política de visa de los Estados Unidos no se aplica en el territorio de Samoa Americana, ya que tiene sus propios requisitos de entrada y mantiene el control de sus propias fronteras. Por lo tanto, ni una visa de EE. UU. ni un ESTA pueden usarse para ingresar a Samoa Americana. Si es necesario, se debe obtener un permiso de entrada o una autorización electrónica del Departamento de Asuntos Jurídicos de Samoa Americana.
Los ciudadanos estadounidenses pueden permanecer indefinidamente en Samoa Americana. Para ingresar, deben presentar un pasaporte estadounidense o solicitar una autorización electrónica en línea que proporcione una copia de su certificado de nacimiento, tarjeta de identificación, itinerario y una cuota de 50 dólares estadounidenses.
Los ciudadanos de Canadá, Israel, Islas Marshall, Micronesia, Palaos y los países del Programa de Exención de Visa de Estados Unidos pueden visitar hasta 30 días sin un permiso de entrada. Sin embargo, si llegan en avión, ellos deben solicitar una autorización electrónica en línea llamada «OK to board» o «OK board», al menos 48 horas antes del viaje, proporcionando un pasaporte biométrico e itinerario. También deben pagar una tarifa de 20 dólares estadounidenses, antes del viaje o a la llegada.
Los nacionales de otros países necesitan un permiso de entrada. Para presentar la solicitud, deben tener un patrocinador local, que debe presentarse en persona en la Oficina de Inmigración del Departamento de Asuntos Jurídicos y proporcionar una escritura de tierras privadas o firmas del patrocinador sa'o (jefe) y pulenu'u (alcalde del pueblo). Los viajeros también deben proporcionar una copia de su pasaporte e itinerario, autorizaciones del Tribunal del Distrito de Samoa Americana y el Centro de Medicina Tropical Lyndon B. Johnson, consentimiento para una verificación de antecedentes por parte del Departamento de Seguridad Nacional de Samoa Americana, la policía y las autoridades de salud del país de origen, y una tarifa de 40 dólares estadounidenses (sin tarifa para niños menores de 5 años de edad). La solicitud de un permiso de entrada debe hacerse al menos 30 días antes del viaje, y el permiso es válido para una estancia de hasta 30 días. Los viajeros de negocios pueden solicitar un permiso de entrada múltiple, por una tarifa de 50 dólares estadounidenses por mes, hasta un año.
Los nacionales de Samoa pueden solicitar permisos de grupo para una estancia de hasta 7 días (tarifa variable), o permisos individuales para una estancia de hasta 14 días (tarifa de 10 dólares estadounidenses) o 30 días (tarifa de 40 dólares estadounidenses, excepto para niños menores de 5 años de edad). Su proceso de solicitud requiere menos documentos.
Los viajeros en tránsito de cualquier nacionalidad pueden solicitar una autorización electrónica libre de pago, que permite una estancia de hasta 24 horas.

## Otras exenciones de Visa

### Ciudadanos de territorios contiguos extranjeros e islas adyacentes
Los ciudadanos de  Canadá y de las  Bermudas tampoco necesitan Visa para ingresar a los Estados Unidos, aunque en estos casos, se aplica otra legislación.
Separadamente del Programa de Exención de Visa, Título 8 del Código de los Estados Unidos § 1182(d)(4)(B), es permitida por la Abogacía General y la Secretaría de Estado (actuando conjuntamente) la exención de requisitos de visa para la admisión a Estados Unidos en el estado de no inmigrante a los ciudadanos de territorios contiguos extranjeros o las islas adyacentes o para los residentes de esos territorios o islas que tienen una nacionalidad común con esos nacionales. Pueden encontrarse las regulaciones que relacionan a tales admisiones en el Título 8 del Código de Regulación Federal 212.1 (enlace roto disponible en Internet Archive; véase el historial, la primera versión y la última)..
Las restricciones en el uso del Programa de Exención de Visa no afectan a este tipo de viajeros a menos que separadamente sea por un estatuto o regulación. Por ejemplo, un ciudadano canadiense que sobrepasa brevemente su estancia permitida (por menos de 180 días) durante una visita anterior a Estados Unidos aún no requeriría una visa para visitas futuras, mientras que un ciudadano del VWP que sobrepase su estancia permitida se volverá inelegible para el VWP de por vida y necesitará una visa para visitas futuras.
Hasta 2003, esta exención de visa se concedía no solo a ciudadanos de esos países y territorios, sino también a los residentes permanentes de Bermudas y Canadá que eran ciudadanos de la Mancomunidad de Naciones o de Irlanda. En 2003, el Servicio de Inmigración y Naturalización anunció que se acababa la exención de visa para los residentes permanentes no ciudadanos de Bermudas y Canadá; en adelante, esos residentes permanentes en Canadá y Bermudas que eran ciudadanos de un país del Programa de Exención de Visa podrían disfrutar la entrada libre de visa a  Estados Unidos bajo ese programa, mientras se les exigiría a los ciudadanos de otros países que poseyeran una visa válida de antemano para la entrada a los Estados Unidos.

#### Ciudadanos Británicos de Ultramar de Bermudas
Los Ciudadanos Británicos de los Territorios de Ultramar en virtud de su conexión a las Bermudas pueden entrar exentos de visa a los Estados Unidos siempre que sean visitantes de buena fe y si su estancia es menor a seis meses – no se les requiere un formulario I-94. Para calificar, ellos no deben haber tenido antecedentes delictivos o inelegibilidad, leyes de inmigración estadounidenses violadas en el pasado y no deben llegar a los Estados Unidos desde fuera del Hemisferio Occidental. También pueden entrar exentos de visa para estudiar en los Estados Unidos.
Además, ellos deben presentar un pasaporte de Bermudas con «Gobierno de Bermudas» impreso en la tapa; el pasaporte debe declarar la nacionalidad del poseedor como «Ciudadano de Territorio Británico de Ultramar» o «Ciudadano de los Territorios Dependientes Británicos»; y el pasaporte debe contener una estampa del endoso de «El Poseedor está registrado como Bermudeño», «El Poseedor Tiene el Estatus de Bermudeño», o «El Poseedor es considerado para poseer el estatus de Bermudeño».

#### Ciudadanos de Canadá
Los ciudadanos canadienses no requieren una visa de no inmigrante para entrar a los Estados Unidos, exceptuando a aquellos canadienses que estuvieron bajo una visa de no inmigrante en las categorías E, K, S, o V, pero bajo una legislación diferente del Programa de Exención de Visa. Sin embargo, ellos aun así deben establecer que reúnen los requisitos de estatus apropiado por el que ellos desean ingresar al país. Por ejemplo, si un canadiense piensa estudiar en Estados Unidos no necesita presentar el formulario I-20 en una embajada o consulado estadounidense como otros extranjeros para recibir una visa F-1, ellos aun así deben rellenar un formulario I-20 y presentarlo al Puerto de Entrada para establecer su elegibilidad para el estatus de la visa F-1.
Se exentan a los ciudadanos de Canadá que entren como visitantes de tomarse las huellas dactilares o fotografiase bajo US-VISIT y no se les requiere un pasaporte legible a máquina. Los agentes estadounidenses de Protección de Fronteras deciden si permitir la entrada basada en el estatus de no inmigrante. El tiempo máximo de estancia permitido es un año pero puede extenderse, aunque Customs and Border Protection (CBP) normalmente considera que hasta seis meses son el máximo permitido por el año civil, exceptuando bajo circunstancias inusuales (como tratamiento médico).
Antes del 23 de enero de 2007, los ciudadanos de Canadá, (con tal de que ellos mostraran una fotografía válida de identificación) podían entrar en Estados Unidos con solo un certificado de nacimiento como prueba de ciudadanía y no les era exigido mostrar un pasaporte. Incluso en muchos casos, los agentes fronterizos aceptaban el acceso de ciudadanos canadienses solo con una declaración verbal de la persona. Los ciudadanos de otras partes de América del Norte, como México o Bermudas siempre han estado sujetos a sostener una estampa de Visa válida o una tarjeta de cruce de fronteras junto con sus pasaportes. Se les exigió a los ciudadanos canadienses y estadounidenses que tuvieran pasaportes el 23 de enero de 2007, solo al entrar a Estados Unidos por aire.
A partir del 1 de junio de 2009, se exigió a los ciudadanos canadienses y estadounidenses o presentar un pasaporte válido, o una tarjeta NEXUS, una tarjeta de Comercio Libre y Seguro (FAST) o la tarjeta de licencia de conducción de chófer para entrar a Estados Unidos por tierra o mar. Todavía se les exige a los canadienses que entren en Estados Unidos por aire que presenten un pasaporte válido o tarjeta NEXUS. Una tarjeta NEXUS solo se puede usar en aeropuertos designados de Estados Unidos y Canadá con kioscos de tarjeta NEXUS. Los niños menores de 16 años, o menores de 19 años que estén viajando con un grupo escolar solo deben presentar un certificado de nacimiento u otra prueba similar de ciudadanía al entrar en Estados Unidos desde Canadá por tierra o mar.

#### Otros tratados
Los ciudadanos de los siguientes países y territorios pueden viajar sin obtener una visa para los Estados Unidos solo bajo ciertas condiciones:
- Bahamas – los ciudadanos de las Bahamas no necesitan una visa para ingresar a los Estados Unidos si solicitan la entrada en una de las instalaciones de autorización previa ubicadas en los aeropuertos internacionales de Nasáu o Freeport. Los ciudadanos de las Bahamas no deben haber tenido una condena penal o inelegibilidad, ni haber violado las leyes de inmigración de los EE. UU. en el pasado y deben estar en posesión de un pasaporte de las Bahamas válido y vigente o un documento de viaje de las Bahamas que indique que tienen la ciudadanía de las Bahamas. Además del pasaporte, todos los solicitantes de 14 años o más deben presentar un certificado policial emitido por la Royal Bahamas Police Forceen en los últimos seis meses. Todos los bahameños que soliciten admisión en un puerto de entrada que no sean las instalaciones de autorización previa ubicadas en los aeropuertos de Nasáu o Freeport International deben estar en posesión de una visa válida para ingresar a los Estados Unidos.[128]

- Islas Vírgenes Británicas – los ciudadanos de los Territorios Británicos de Ultramar en virtud de su conexión con las Islas Vírgenes Británicas pueden viajar sin visa a las Islas Vírgenes de los Estados Unidos con su pasaporte de las Islas Vírgenes Británicas. También pueden continuar viajando a otras partes de los Estados Unidos si presentan un Certificado de Buena Conducta emitido por el Departamento Real de Policía de las Islas Vírgenes que indique que no tienen antecedentes penales.[129][130]

- Islas Caimán – Mientras que los residentes de las Islas Caimán, si son ciudadanos de los Territorios Británicos de Ultramar, son elegibles para registrarse automáticamente como ciudadanos británicos de pleno derecho bajo la Sección 4 (A) de la Ley de Territorios Británicos de Ultramar de 2002, y luego ingresar a los Estados Unidos bajo el Programa de Exención de Visa. Alternativamente, pueden ingresar sin visa utilizando sus pasaportes de las Islas Caimán. Para calificar bajo este último método, sus pasaportes de las Islas Caimán deben confirmar su ciudadanía de los Territorios Británicos de Ultramar y estar respaldados por la Oficina de Servicios Corporativos y de Pasaportes de las Islas Caimán con una exención de visa de las Islas Caimán-US, emitida a un costo de 25 dólares de las Islas Caimán y válida por solo una entrada.[131][132] Deben viajar directamente entre las Islas Caimán y los Estados Unidos y su pasaporte de las Islas Caimán también debe tener una validez de al menos seis meses después de la fecha de salida prevista de los Estados Unidos.[133] Si los habitantes de las Islas Caimán eligen ingresar a los EE. UU. utilizando la exención de visa de las Islas Caimán-US, no están obligados a solicitar un ESTA en línea, ya que no ingresan bajo el VWP.

- Islas Turcas y Caicos – los ciudadanos de Territorios británicos de ultramar en virtud de su conexión con las Islas Turcas y Caicos pueden ingresar a los Estados Unidos sin visa para viajes cortos de negocios y placer. Para calificar, no deben haber tenido una condena penal o inelegibilidad, no haber violado las leyes de inmigración de los Estados Unidos en el pasado y deben llegar a los Estados Unidos en un vuelo directo desde el territorio. Además, deben presentar un pasaporte de las Islas Turcas y Caicos o un documento de viaje que indique que es un ciudadano del Territorio Británico de Ultramar y tiene derecho a residir en las Islas Turcas y Caicos. Además de un pasaporte válido y vigente, todos los viajeros de 14 años o más deben presentar un certificado policial emitido por la Real Fuerza de Policía de las Islas Turcas y Caicos dentro de los últimos seis meses. Todos los ciudadanos de los Territorios Británicos de Ultramar de las Islas Turcas y Caicos que soliciten admisión en un puerto de entrada que no tenga servicio aéreo directo desde/hacia el territorio, deben estar en posesión de una visa válida para ingresar a los Estados Unidos.[134]

### Ciudadanos de Estados Federados de Micronesia, Islas Marshall y Palaos
| - Islas Marshall - Estados Federados de Micronesia - Palaos | Bajo el Tratado de Libre Asociación, los ciudadanos de Estados Federados de Micronesia, la República de las Islas Marshall, y la República de Palaos (excepto los niños adoptados, ciudadanos que deseen adoptar mientras estén en los Estados Unidos, y ciudadanos de cualquiera de estas naciones quienes adquieran la ciudadanía a través de un Visado de oro) pueden entrar, residir, estudiar, y trabajar indefinidamente en los Estados Unidos sin visas. Estas tres naciones soberanas poseen la distinción de ser los únicos países en el mundo cuyos ciudadanos no necesitan visas ni otros documentos requeridos (con la excepción de un pasaporte válido) para visitar, estudiar, o trabajar en los Estados Unidos por un periodo indefinido de tiempo. Sin embargo, los individuos admitidos bajo el Tratado de Libre Asociación no tienen el estatus de residentes permanentes de Estados Unidos y deben solicitar una visa de inmigrante o Ajuste de Estatus en la misma base que otros extranjeros, como lazos familiares o contrato de un sponsor (patrocinador), antes de poder convertirse en residentes permanentes de Estados Unidos. El tiempo transcurrido en los Estados Unidos bajo el Tratado de Libre Asociación no cuenta en los requerimientos de presencia física para la naturalización como un ciudadano estadounidense. |